# Eva-Lotta

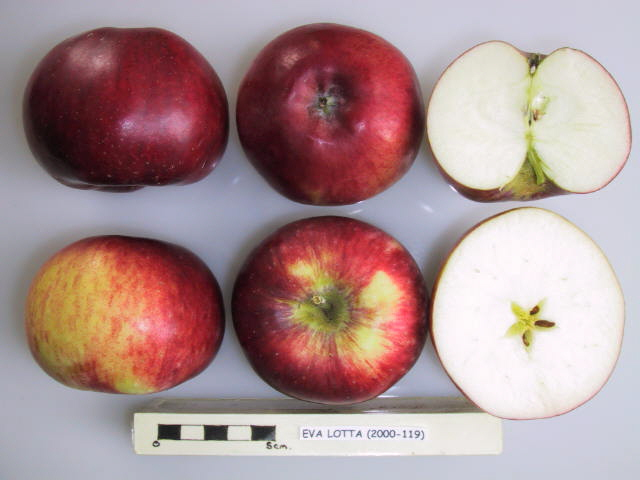

Eva-Lotta är en äppelsort av skånskt ursprung och en korsning av Cortland och James Grieve. Den förste som provodlade sorten var den skånske odlaren Inge Nilsson. Äpplet är mestadels rött och köttet är vitt. Blomningen är medelsen. Äppelsorten pollineras av bland annat Aroma, Cox's Orange, Ingrid Marie, Katja, och Kim. I Sverige odlas Eva-Lotta mest gynnsamt i zon I-II.